# Magic Touch
Magic Touch är en brittisk utgåva av Nusrat Fateh Ali Khans musik från 1991, mixad och producerad av Bally Sagoo.

## Låtlista
1. "Kinna Sohna"
2. "Ali Da Malang"
3. "Jhoole Jhoole Lal (Tabla Mix)"
4. "Mera Pia Ghar Ayaa"
5. "Dum Dum Ali Ali"
6. "Sahnoon Rog Laan Walia"

## Musiker
- Nusrat Fateh Ali Khan - sång
- Paul Civil - keyboards, midi-programmering
- Kamlesh K. Bhardwa - tabla
- Rommell - flöjt
- Dhiraj Mistry - saxofon
- Mike 'E' Jr - gitarr
- Paul Simmins - bas